# Апте, Радхика
Радхика Апте (маратхи राधिका आपटे; род. 7 сентября 1985, Пуна, Махараштра) — индийская актриса

. Она работает преимущественно в фильмах на хинди и снялась в нескольких фильмах на маратхи, тамильском, телугу, бенгальском и английском языках. Она начала играть в театре и дебютировала в кино, сыграв в 2005 году короткую роль в фэнтези на хинди «Жизнь так прекрасна».

## Биография
Радхика Апте родилась 7 сентября 1985 года в городе Пуне в 150 км к юго-востоку от Мумбаи, в семье маратхи. Когда она родилась, её родители учились и работали врачами в Христианском медицинском колледже и больнице в Веллоре. Её отец, доктор Чарудат Апте, впоследствии стал нейрохирургом и председателем Госпиталя Сахьядри в Пуне. 

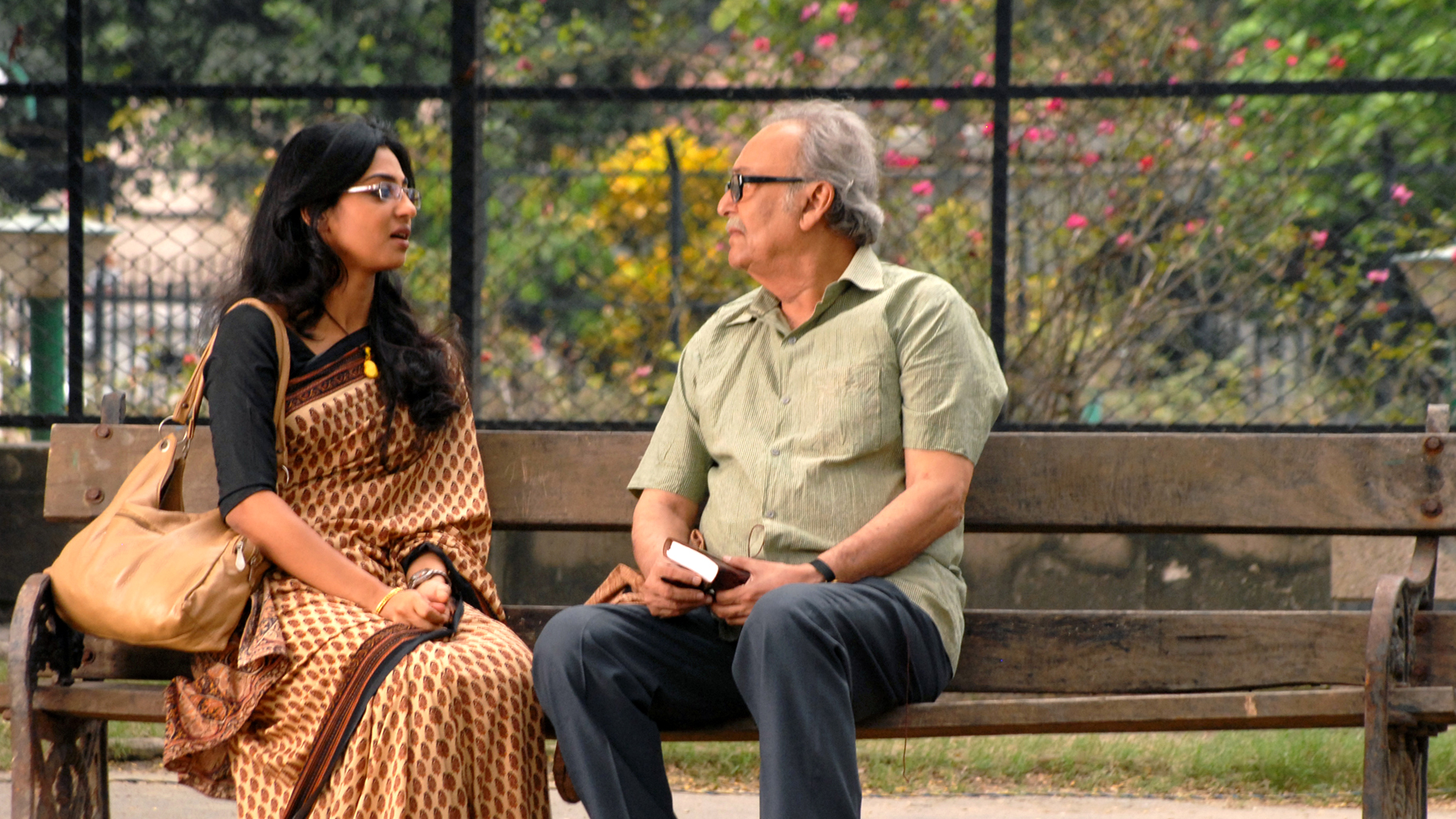
Р. Апте и С. Чаттерджи в фильме Не сказка (2012)

В Пуне она сначала училась в обычной школе, а затем вместе с четырьмя друзьями обучалась на дому у их родителей, живших в том же доме, которые не хотели, чтобы их дети проходили обычную школьную систему. Апте нашла этот опыт освобождающим, поскольку он повысил её уверенность в себе. После школы она поступила в Университет Пуны, а затем окончила факультет экономики и математики Фергюссонского колледжа. Живя в Пуне, Апте восемь лет тренировалась у танцовщицы катхак Рохини Бхате. Именно в это время Апте увлеклась театром и решила поехать в Мумбаи, чтобы сниматься в кино. Однако несколько месяцев спустя Апте разочаровалась в своем опыте в Мумбаи и вернулась к своей семье в Пуне. Она рассказала об этих временах в интервью Scoop Whoop в 2018 году как о поучительном, но деморализующем опыте, когда она справлялась с зарплатой от 8000 до 10 000 фунтов стерлингов за роли в театре и вынуждена была мириться со странными владельцами дома и соседями по комнате в Горегаоне, где снимала жилье. В это время Апте снялась в своем первом фильме на маратхи под названием Gho Mala Asala Hawa (2009). После этого она снялась в фильмах «История крови», «История крови 2» и «Я есть».
Первая главная роль Апте была в бенгальской социальной драме 2009 года «Бесконечное ожидание». Она привлекла внимание своими второстепенными ролями в трёх болливудских постановках 2015 года: «Город мести» , комедии «Покоритель сердец» и биографическом фильме «Манджхи: Человек горы». 
Её главные роли в независимых фильмах 2016 года «Фобия» и Parched принесли ей признание публики и критиков.

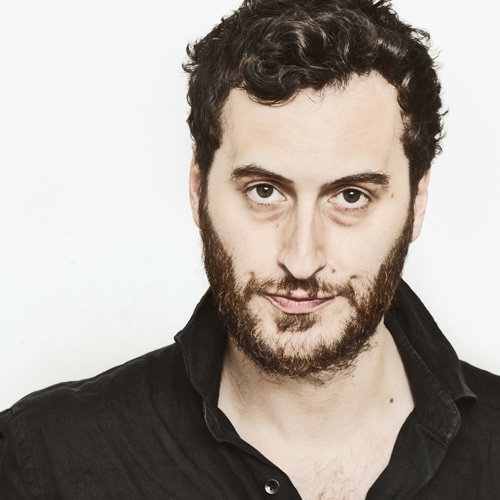
Бенедикт Тейлор — муж актрисы (2016 год).

В 2018 году Апте снялась в трёх постановках Netflix: антологии «Истории страсти», в сериале-триллере «Сакральные игры» и мини-сериале в жанре ужасы «Гуль». Она была номинирована на международную премию «Эмми» за свою работу в первом из них. С тех пор она снялась в фильмах Netflix «Одинокая ночь» (2020) и «Моника, дорогая» (2022), а также сыграла Нур Инаят Хан в американском фильме «Позывные» (2019).
Помимо работы в независимых фильмах, Апте также играла главные роли в таких популярных фильмах, как тамильский боевик «Кабали» (2016), биографическом фильме на хинди «Пэдмен» (2018) и чёрной комедии на хинди «Стреляйте в пианиста» (2018). Все эти фильмы имели коммерческий успех. 
С 2012 года Радхика Апте замужем за британским музыкантом, авангардным альтистом, скрипачом и композитором Бенедиктом Тейлором.